# Kunětice

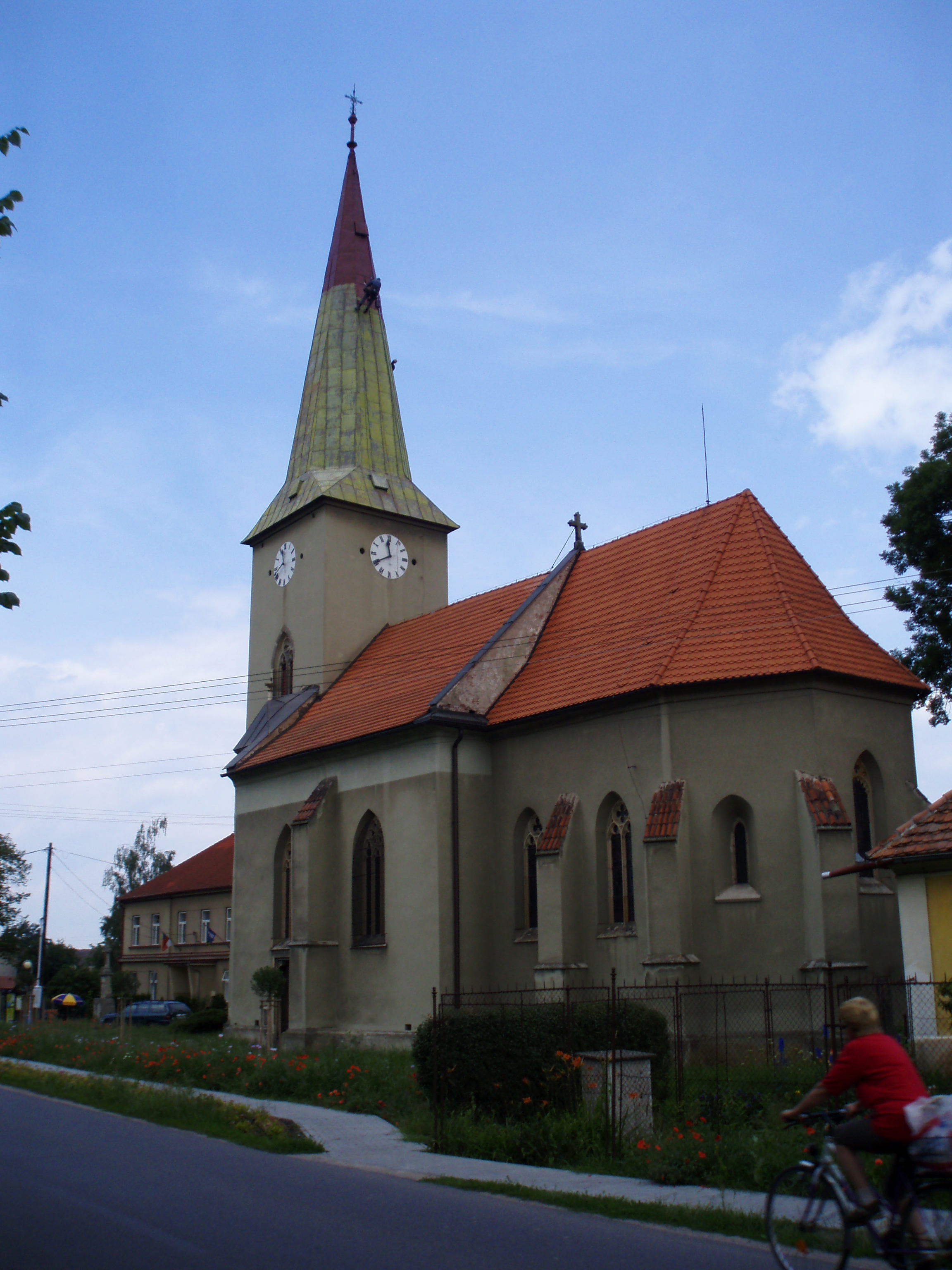
Kościół Św. Bartołomieja

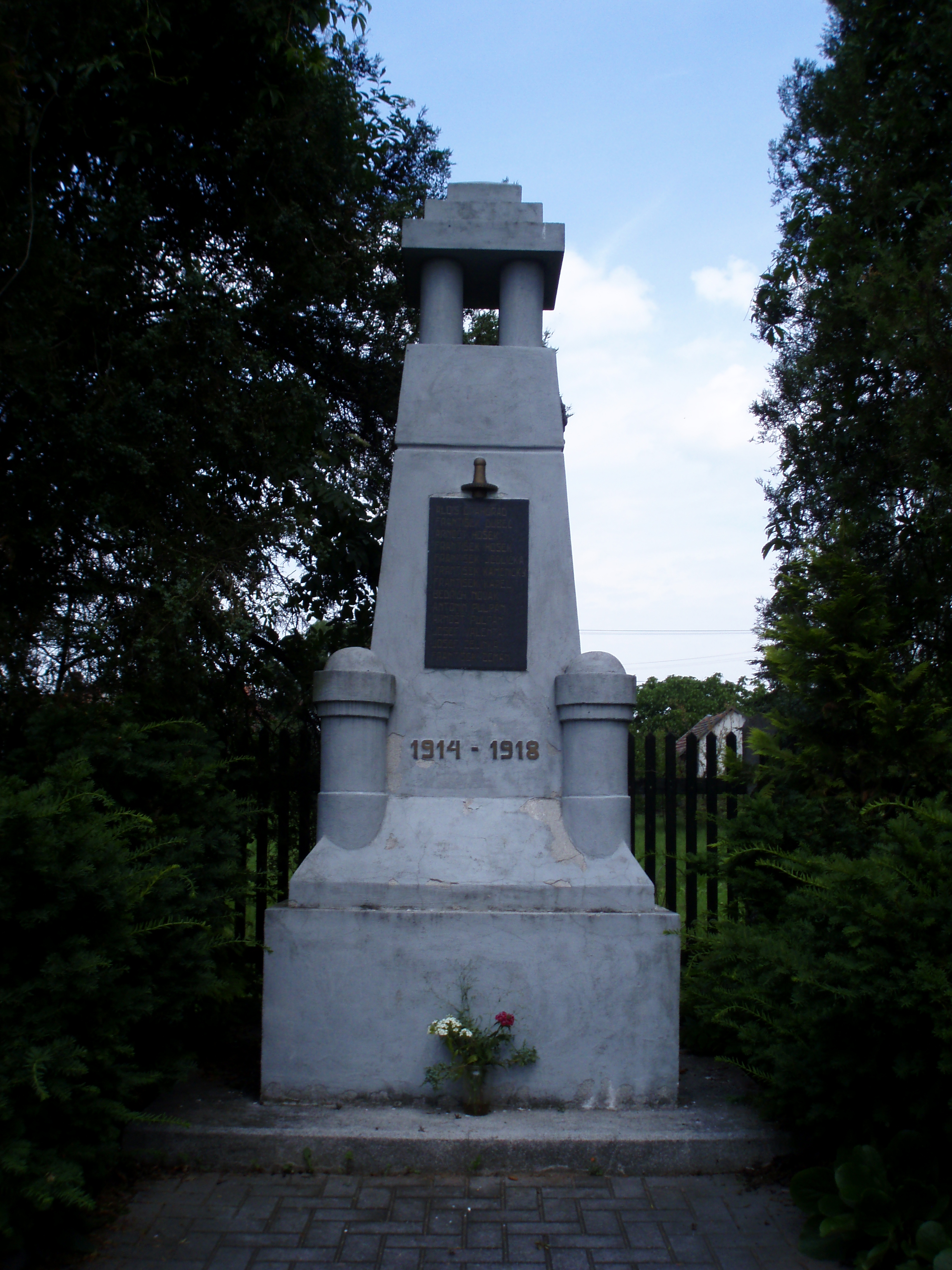
Pomnik ofiar I wojny światowej

Kunětice – wieś położona w Czechach, w powiecie Pardubickim, na północny wschód od Pardubic. Usytuowana na obszarze znajdującym się na zachód od rzeki Łaby, niedaleko Góry Kunětickiej.

## Historia
Wieś była centrum osadnictwa prehistorycznego, zwłaszcza kultury łużyckiej, śląsko-plátěnickiej i grodziskowej. Odkryto tu celtycką wytwórnę ręcznych młynków.
Pierwsza wzmianka o wsi pochodzi z 1353 r. Kunětice są w niej przedstawione jako majątek klasztoru opatowickiego. Po jego upadku wieś kilkukrotnie zmieniała swoich właścicieli.
W latach 1794 i 1907 Kunětice zostały częściowo zniszczone przez pożary.
W 1960 r. wieś została przyłączona z Němčicami do miejscowości Ráby, a 30 lat później Kunětice znów stały się niezależną jednostką administracyjną.

## Zabytki
- Gotycki Kościół św. Bartłomieja z XIV wieku. Po wielkim pożarze w 1794 r. odnowiony w stylu nowogotyckim i rozbudowany o wieżę przez Franciszka Schmoranza (1897). We wnętrzu znajdują się pozostałości dawnej świątyni romańskiej.
- Szkoła z 1882 r. (dzisiaj urząd gminny)
- Rzeźba św. Jana Nepomucena
- Most wojskowy nad rzeką Łabą – pozostałość z 1947 r.
- Pomnik ofiar I wojny światowej